# Wenda Nel
Wenda Nel (* 30. Juli 1988 in Worcester als Wenda Theron) ist eine südafrikanische Hürdenläuferin, die sich auf die 400-Meter-Distanz spezialisiert. Zu Beginn ihrer Karriere war sie auch im Sprint bei internationalen Meisterschaften am Start.

## Sportliche Laufbahn
Erste internationale Erfahrungen sammelte Wenda Nel bei den Jugendweltmeisterschaften 2005 in Marrakesch, bei denen sie mit 24,33 s im Halbfinale des 200-Meter-Laufs ausschied. Im Jahr darauf schied sie bei den Juniorenweltmeisterschaften in Peking über 100 und 200 Meter sowie mit der südafrikanischen 4-mal-100-Meter-Staffel in der ersten Runde aus. 2007 wurde sie bei den Juniorenafrikameisterschaften in Ouagadougou in 15,73 s Achte im 100-Meter-Hürdenlauf. 2009 nahm sie an der Sommer-Universiade in Belgrad teil und schied dort im 400-Meter-Hürdenlauf in 57,89 s in der ersten Runde aus. 2010 belegte sie bei den Afrikameisterschaften in Nairobi in 57,70 s den siebten Platz. 2011 nahm sie erneut an den Studentenweltspielen in Shenzhen teil und wurde dort in 56,76 s über die Hürden Fünfte und gelangte mit der südafrikanischen 4-mal-400-Meter-Staffel in 3:34,59 min auf den vierten Platz, nachdem die vor ihnen liegende russische Mannschaft im Nachhinein wegen Dopings disqualifiziert wurde. Anschließend erreichte sie bei den Weltmeisterschaften in Daegu das Halbfinale, in dem sie mit 57,06 s ausschied.  Bei den Afrikaspielen in Maputo gewann sie in 57,13 s die Silbermedaille hinter der Nigerianerin Muizat Ajoke Odumosu.
2012 gelangte sie bei den Afrikameisterschaften in Porto-Novo in 56,43 s auf den fünften Platz und wurde mit der Staffel in 3:33,21 min Vierte. Zwei Jahre darauf nahm sie erstmals an den Commonwealth Games in Glasgow teil und wurde dort im Finale disqualifiziert. Anschließend siegte sie in 55,32 s bei den Afrikameisterschaften in Marrakesch und wurde beim Leichtathletik-Continentalcup in Marrakesch in 55,80 s Fünfte. 2015 qualifizierte sie sich für die Leichtathletik-Weltmeisterschaften in Peking, bei denen sie mit 54,94 s im Finale den siebten Platz belegte. 2016 verteidigte sie bei den Afrikameisterschaften im heimischen Durban in 54,86 s erfolgreich ihren Titel und siegte auch mit der südafrikanischen Stafette in 3:28,49 min. Anschließend nahm sie an den Olympischen Spielen in Rio de Janeiro teil und schied dort mit 55,83 s im Halbfinale aus. Auch bei den Weltmeisterschaften in London im Jahr darauf schied sie mit 55,70 s im Halbfinale aus, während sie sich mit der südafrikanischen Mannschaft in 3:37,82 min nicht für das Finale qualifizierte. 2018 nahm sie erneut an den Commonwealth Games im australischen Gold Coast teil und gewann dort in 54,96 s die Bronzemedaille hinter der Jamaikanerin Janieve Russell und Eilidh Doyle aus Schottland. Im August gewann sie bei den Afrikameisterschaften in Asaba in 57,04 s ebenfalls Bronze hinter der Nigerianerin Glory Onome Nathaniel und Lamiae Lhabze aus Marokko. Nach der Disqualifikation von Nathaniel wegen eines Dopingverstoßes erhielt Nel die Silbermedaille. Anschließend wurde sie beim Leichtathletik-Kontinentalcup in Ostrava in 56,54 s Sechste.
2019 belegte Nel bei den Afrikaspielen in Rabat in 58,01 s den sechsten Platz und wurde mit der Staffel in 3:41,17 min Fünfte. 2021 nahm sie erneut an den Olympischen Sommerspielen in Tokio teil und schied dort mit 56,35 s im Halbfinale aus. Im Jahr darauf verkündete, dass sie ihre sportliche Karriere 2022 beenden wird und klassierte sich bei den Afrikameisterschaften in Port Louis mit 60,43 s auf dem siebten Platz. 
Nel wurde in den Jahren von 2010 bis 2012 und von 2014 bis 2018 sowie 2021 südafrikanische Meisterin im 400-Meter-Hürdenlauf sowie von 2011 bis 2013 und 2015 und 2016 auch mit der 4-mal-400-Meter-Staffel. Sie ist seit 2012 mit dem Triathleten Jacques Nel verheiratet.

## Persönliche Bestzeiten
- 100 Meter: 11,60 s (+0,8 m/s), 8. März 2016 in Pretoria
- 200 Meter: 23,39 s (+0,6 m/s), 22. April 2017 in Potchefstroom
- 400 Meter: 52,03 s, 13. Mai 2017 in Pretoria
- 100 m Hürden: 13,88 s, 13. April 2007 in Pretoria
- 400 m Hürden: 54,37 s, 20. Mai 2015 in Peking